# Heliotropium conocarpum
Heliotropium conocarpum är en strävbladig växtart som beskrevs av Ferdinand von Mueller och George Bentham. Heliotropium conocarpum ingår i Heliotropsläktet som ingår i familjen strävbladiga växter. Inga underarter finns listade i Catalogue of Life.